# I Still Believe
Az I Still Believe egy dal, melyet Antonia Armato és Giuseppe Cantarelli írtak, és eredetileg Brenda K. Starr énekelte. A dalt 1998-ban Mariah Carey, Starr egykori háttérénekesnője, aki időközben világhírűvé vált, feldolgozta és megjelentette #1’s című válogatásalbumán. A dal az album harmadik kislemezeként jelent meg 1999-ben.

## Fogadtatása
A dal, melyet Carey Starr iránti tisztelgésül énekelt fel, a #1’s album többi kislemezétől eltérően nagyobb sikert aratott az Egyesült Államokban, mint más országokban. A negyedik helyig jutott a Billboard Hot 100-on. Bár ez volt Carey első olyan kislemeze, ami csak a rádiós játszási adatok alapján került fel a listára, nem sokat játszották a rádióban, viszont a kislemezből annál több kelt el. A RIAA-tól platinalemez minősítést kapott, és 36. lett az 1999-es év végi listán. Az USA-n kívül Brazíliában volt a legsikeresebb, ahol a Top 5-be került; Kanadában Top 10 sláger lett, más országokban azonban csak a lista középmezőnyében szerepelt; az Egyesült Királyságban például csak a Top 20-ba került be.

### Videóklip és remixek
A dal videóklipjét, melyet Brett Ratner rendezett, Marilyn Monroe-nak 1953-ban a Koreában állomásozó amerikai csapatoknál tett látogatása ihlette. A klipben Carey (aki Monroe sminkjét és Judy Garland mozdulatait utánozza) egy bázist látogat meg és énekel a katonáknak, ahogy Monroe tette a koreai háború idején.
A dal egy remixét Carey és Damizza készítette. Az I Still Believe/Pure Imagination (hivatalosan I Still Believe (Damizza Reemix) [sic]. című remix nagyban különbözik az eredetitől, mert az eredeti I Still Believe dallamából semmit és szövegéből is csak keveset tartott meg. A dallam erősen az 1971-es Willy Wonka és a csokigyár című filmben hallható Pure Imagination című dalra épül, és a Bone Thugs-N-Harmony-beli Krayzie Bone, valamint Da Brat énekel és rappel benne.
Az I Still Believe/Pure Imagination egy rövidebb változata, melyben nincs Da Brat, de többet szerepel benne Krayzie Bone, megtalálható Bone Thug Mentality 1999 című albumán. A remix videóklipjét maga Carey rendezte, a klipben egy mexikói faluban látható parasztlányként, a kecskéire vigyáz és vizet hord a családjának. Bone a falu páriája, akihez Carey vonzódik. A dalhoz több más remix is készült, és Carey mindegyikhez újra felvette a vokálokat. Stevie J, az eredeti dal társproducere Mocha és Amil rappereket kérte fel az általa készített remixhez. Bár a Stevie J. remixben teljesen új zenei részek vannak, az eredetiből semmilyen zenei elem és csak nagyon kevés szöveg került át bele, Careyt, Stevie J-t és a rappereket nem említik dalszerzőként a borítón.
David Morales is készített remixeket a dalhoz, köztük a Classic Club Mixet, ami megtartja a dal eredeti dallamát és Carey eredeti vokáljait, némi improvizációval. Morales többi remixe a The King’s Mix és az Eve of Souls mix.

### Hivatalos remixek listája
- I Still Believe (Morales’ Classic Club Mix)
- I Still Believe (Morales’ Classic Club Mix Edit)
- I Still Believe (Morales’ Classic Club Mix – UK Edit)
- I Still Believe (Stevie J. Clean Remix feat. Mocha & Amil)
- I Still Believe (Stevie J. Remix feat. Mocha & Amil)
- I Still Believe (Stevie J. Remix Edit)
- I Still Believe (Stevie J. Remix A Cappella feat. Mocha & Amil)
- I Still Believe (Stevie J. Remix Instrumental)
- I Still Believe (The Eve of Souls Mix)
- I Still Believe (The Eve of Souls Mix – UK Edit)
- I Still Believe (The Kings Mix)
- I Still Believe (The Kings Mix Instrumental)
- I Still Believe / Pure Imagination (Damizza Reemix feat. Krayzie Bone & Da Brat)
- I Still Believe / Pure Imagination (Damizza Reemix A Cappella feat. Krayzie Bone & Da Brat)
- I Still Believe / Pure Imagination (Damizza Reemix Edit feat. Krayzie Bone & Da Brat)
- I Still Believe / Pure Imagination (Damizza Reemix Instrumental)

## Változatok
| CD kislemez (USA) 1. I Still Believe / Pure Imagination (Damizza Reemix Edit) 2. I Still Believe (Morales’ Classic Club Mix Edit) CD kislemez (Ausztria) 1. I Still Believe (Album version) 2. I Still Believe (Morales’ Classic Club Mix Edit) CD maxi kislemez (Egyesült Királyság) 1. I Still Believe (Morales’ Classic Club Mix Edit) 2. I Still Believe (Morales’ Classic Club Mix – UK Edit) 3. I Still Believe (The Eve of Souls Mix – UK Edit) CD maxi kislemez (Egyesült Királyság) 1. I Still Believe (Album version) 2. I Still Believe (Stevie J. Remix) 3. I Still Believe / Pure Imagination (Damizza Reemix) CD maxi kislemez (USA, Ázsia) Kazetta (USA) 1. I Still Believe (Album version) 2. I Still Believe (Stevie J. Clean Remix) 3. I Still Believe (Morales’ Classic Club Mix) 4. I Still Believe / Pure Imagination (Damizza Reemix) 5. I Still Believe (The Kings Mix) CD maxi kislemez (Ausztrália) 1. I Still Believe 2. I Still Believe (David Morales Remix Edit) 3. I Still Believe (The Eve of Souls Mix) 4. I Still Believe / Pure Imagination (Damizza Remix) 5. I Still Believe (Stevie J. Clean Remix) CD maxi kislemez (Ausztria) 1. I Still Believe (Album version) 2. I Still Believe / Pure Imagination (Damizza Reemix) 3. I Still Believe (Stevie J. Remix) 4. I Still Believe (Stevie J. Clean Remix) 5. I Still Believe / Pure Imagination (Damizza Reemix A Cappella) | CD maxi kislemez (Ausztria, Dél-Afrika) 1. I Still Believe (Album version) 2. I Still Believe (Morales’ Classic Club Mix Edit) 3. I Still Believe (Morales’ Classic Club Mix) 4. I Still Believe (The Eve of Souls Mix) 5. I Still Believe (The Kings Mix) 6. I Still Believe (The Kings Mix Instrumental) 7" kislemez, kazetta (USA) 1. I Still Believe / Pure Imagination (Damizza Reemix Edit) 2. I Still Believe (Morales’ Classic Club Mix Edit) 12" maxi kislemez (Hollandia) 1. I Still Believe (Morales’ Classic Club Mix) 2. I Still Believe (The Kings Mix) 3. I Still Believe / Pure Imagination (Damizza Reemix) 4. I Still Believe (Stevie J. Remix) 2×12" maxi kislemez (USA) 1. I Still Believe (Stevie J. Remix) 2. I Still Believe (Stevie J. Clean Remix) 3. I Still Believe (Stevie J. Remix Instrumental) 4. I Still Believe / Pure Imagination (Damizza Reemix) 5. I Still Believe / Pure Imagination (Damizza Reemix Instrumental) 6. I Still Believe / Pure Imagination (Damizza Reemix A Cappella) 7. I Still Believe (Stevie J. Remix A Cappella) 8. I Still Believe (Morales’ Classic Club Mix) 9. I Still Believe (The Eve of Souls Mix) 10. I Still Believe (The Kings Mix) 11. I Still Believe (The Kings Mix Instrumental) Kazetta (Ausztrália) 1. I Still Believe 2. I Still Believe (David Morales Remix Edit) 3. I Still Believe (The Eve of Souls Mix) Kazetta (Egyesült Királyság) 1. I Still Believe (Morales’ Classic Club Mix Edit) 2. I Still Believe (Album version) |

## Helyezések
| Slágerlista (1999)                             | Legmagasabb helyezés | Hányadik listavezető |
| ---------------------------------------------- | -------------------- | -------------------- |
| USA Billboard Hot 100                          | 4                    | –                    |
| USA Billboard Hot R&B/Hip-Hop Singles & Tracks | 3                    | –                    |
| USA Billboard Adult Contemporary               | 8                    | –                    |
| USA Billboard Hot Dance Music/Club Play        | 1 (1 hétig)          | 7.                   |
| USA Billboard Top 40 Tracks                    | 20                   | –                    |
| USA Billboard Mainstream Top 40                | 21                   | –                    |
| USA Billboard Rhythmic Top 40                  | 8                    | –                    |
| USA ARC Weekly Top 40                          | 3                    | –                    |
| Ausztrál ARIA kislemezlista                    | 54                   | –                    |
| Brazil kislemezlista                           | 2                    | –                    |
| Brit kislemezlista                             | 16                   | –                    |
| Francia Top 100 kislemez                       | 33                   | –                    |
| Kanadai kislemezlista                          | 9                    | –                    |
| Német kislemezlista                            | 58                   | –                    |
| Olasz kislemezlista                            | 14                   | –                    |
| Spanyol kislemezlista                          | 14                   | –                    |
| Svájci Top 100 kislemez                        | 31                   | –                    |